# Самнер, Стив
Стив Самнер (англ. Steve Sumner; 2 апреля 1955, Престон, Великобритания — 8 февраля 2017, Новая Зеландия) — новозеландский футболист, играл на позиции полузащитника.
Выступал, в частности, за клубы «Крайстчерч Юнайтед», а также национальную сборную Новой Зеландии.

## Клубная карьера
Воспитанник юношеских команд футбольных клубов «Блэкпул» и «Престон Норт-Энд».
Во взрослом футболе дебютировал в 1973 году выступлениями за команду клуба «Крайстчерч Юнайтед». В том же году завоевал свой первый трофей, победитель Национальной Футбольной Лиги, который был лишь вторым в истории его клуба. В следующем сезоне «Крайстчерч» в национальном чемпионате занял лишь второе место, но в кубке Четгема вместе с командой ликовал, победив в финальном поединке со счётом 2:0 «Веллингтон Юнайтед Даймонд». В 1975 году со своими партнёрами по команде оформил «золотой дубль», выиграв национальный чемпионат и кубок. В 1976 году «Крайстчерч» снова выиграл Кубок Четгема, став первым клубом, который победил в этом турнире три раза подряд, до этого подобным достижением мог похвастаться «Вестерсайд Карори», который выигрывал кубок в 1938—1940 годах, а в 1994—1996 годах это достижение повторил клуб «Уайтакере Сити». Последним трофеем в составе клуба с острова Южный была победа в Национальной футбольной лиге 1978 года. В «Крайстчерч Юнайтед» провёл семь сезонов, приняв участие в 147 матчах чемпионата. Являлся основным игроком команды.
В 1981 году он покинул новозеландский клуб ради выступлений в клубе «Ньюкасл Юнайтед Джетс» из Национальной Футбольной Лиги, и помог занять 10-е место среди 16 команд-участниц. В 1982 году заключил контракт с клубом «Вест Аделаид», в составе которого провёл следующий год своей карьеры игрока.
В 1983 году вернулся в Новую Зеландию и подписал контракт с клубом «Манурева» (Окленд), и в том же году выиграл титул лучшего бомбардира национального чемпионата, а в следующем году стал победителем Кубка Четгема. В 1987 году защищал цвета клуба «Гисборн Сити», в составе которого вновь стал обладателем национального кубка.
На закате футбольной карьеры с 1988 по 1989 года вернулся в «Крайстчерч Юнайтед», с которым в 1988 году выиграл национальный чемпионат, а в 1989 году — национальный кубок.

## Выступления за сборную
13 сентября 1976 года дебютировал в составе национальной сборной Новой Зеландии в победном матче против сборной Бирмы (2:0). В 1980 году принял участие в провальном для новозеландцев Кубке наций ОФК. Несмотря на гол Самнера в ворота Таити, уступили со счётом 1:3, а в следующем матче против Фиджи, снова потерпели поражение 0:4. Несмотря на победу над Соломоновыми Островами со счётом 6:1, новозеландцы покинули турнир.
В следующем году был в составе команды в успешном квалификационном раунде к Чемпионату мира 1982. В первом матче он отметился в воротах сборной Австралии (3:3) и отметился 6-ю голами в победном матче против Фиджи (13:0). Длительное время такое количество забитых мячей было рекордным для игр квалификации чемпионатов мира, пока в 2001 году австралиец Арчи Томпсон, который отметился 13-ю голами в матче против Американского Самоа. Во втором и последнем туре он отметился голом в поединке с Кувейтом, который завершился вничью на поле соперника (2:2). Кроме того, он сыграл в шести матчах, в том числе и финальном, победном (5:0), над Саудовской Аравией в последней игре, благодаря чему новозеландцы вышли в плей-офф турнира, в котором встретились с Китаем. 10 января 1982 года в победном (2:1) матче против Сингапура вышел на поле в центре полузащиты. Это был первый для Стива матч за сборную в квалификации к чемпионату мира. Уже в Испании Самнер с капитанской повязкой выводил «Киви» в проигранных (2:5) матчах против Шотландии, в которых также отметился голом, СССР (0:3) и Бразилии (0:4). Таким образом, Самнер стал первым футболистом от ОФК, который отметился голом в финальной части чемпионата мира ФИФА. 23 июня 1988 года провёл свой последний матч в футболке новозеландской сборной, в котором команда победила Саудовскую Аравию со счётом 3:2. В течение карьеры в национальной команде, которая длилась 13 лет, провёл в форме главной команды страны 58 матчей, забив 22 гола. С учётом неофициальных поединков — 105.
В 1991 году был включён в Зал славы Футбольной ассоциации Новой Зеландии, а также был награждён ФИФА орденом «За заслуги», который ему вручили в преддверии начала чемпионата мира 2010 года, вместе с ним эту награду вручили Йохану Кройфу и бывшему президенту ЮАР Табо Мбеки.

## После завершения карьеры
В последующие годы работал экспертом на телеканале Television New Zealand. Кроме этого, был членом исполнительного совета в клубе «Веллингтон Феникс», помогая своим профессиональным опытом команде достигать новых высот.
Скончался вследствие онкологического заболевания.

## Достижения

### Командные

#### Крайстчерч Юнайтед
- Национальная Футбольная Лига Новой Зеландии
  - Чемпион (4): 1973, 1975, 1978, 1988
- Кубок Четгема
  - Обладатель (6): 1974, 1975, 1976, 1989

#### Манурева
- Национальная Футбольная Лига Новой Зеландии
  - Чемпион (1): 1983
- Кубок Четгема
  - Обладатель (1): 1984

#### Гисборн Сити
- Кубок Четгема
  - Обладатель (1): 1987

### Личные
- Игрок Года:1983[9]
- Золотая Бутса: 1983
- FIFA Centennial Award: 2004
- Орден «За заслуги» (ФИФА): 2010
- Friends of Football Medal of Excellence 2015[10]
- Кавалер новозеландского ордена «За заслуги» (за заслуги в развитии футбола), Награда в честь Дня рождения Королевы (2016)[11]

## Ссылка
- Статистика игрока на сайте RSSSF.com (англ.)
- Профиль на сайте FIFA.com (англ.)
- Профиль на сайте playmakerstats.com (англ.)
- Профиль игрока на сайте soccerpunter.com